# جزیره سن-پیر

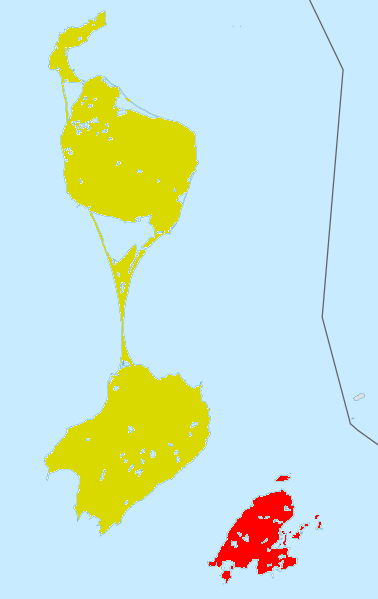

جزیره سن-پیر (فرانسوی: Saint Pierre Island‎) یکی از سه جزیره اصلی سن-پیر-ا-میکلون می‌باشد. شهرک سن پیر شامل این جزیره می‌شود در ساحل شرقی آن قرار گرفته‌است. این جزیره توسط قایق از طرف نیوفاندلند و لابرادور قابل دسترسی است

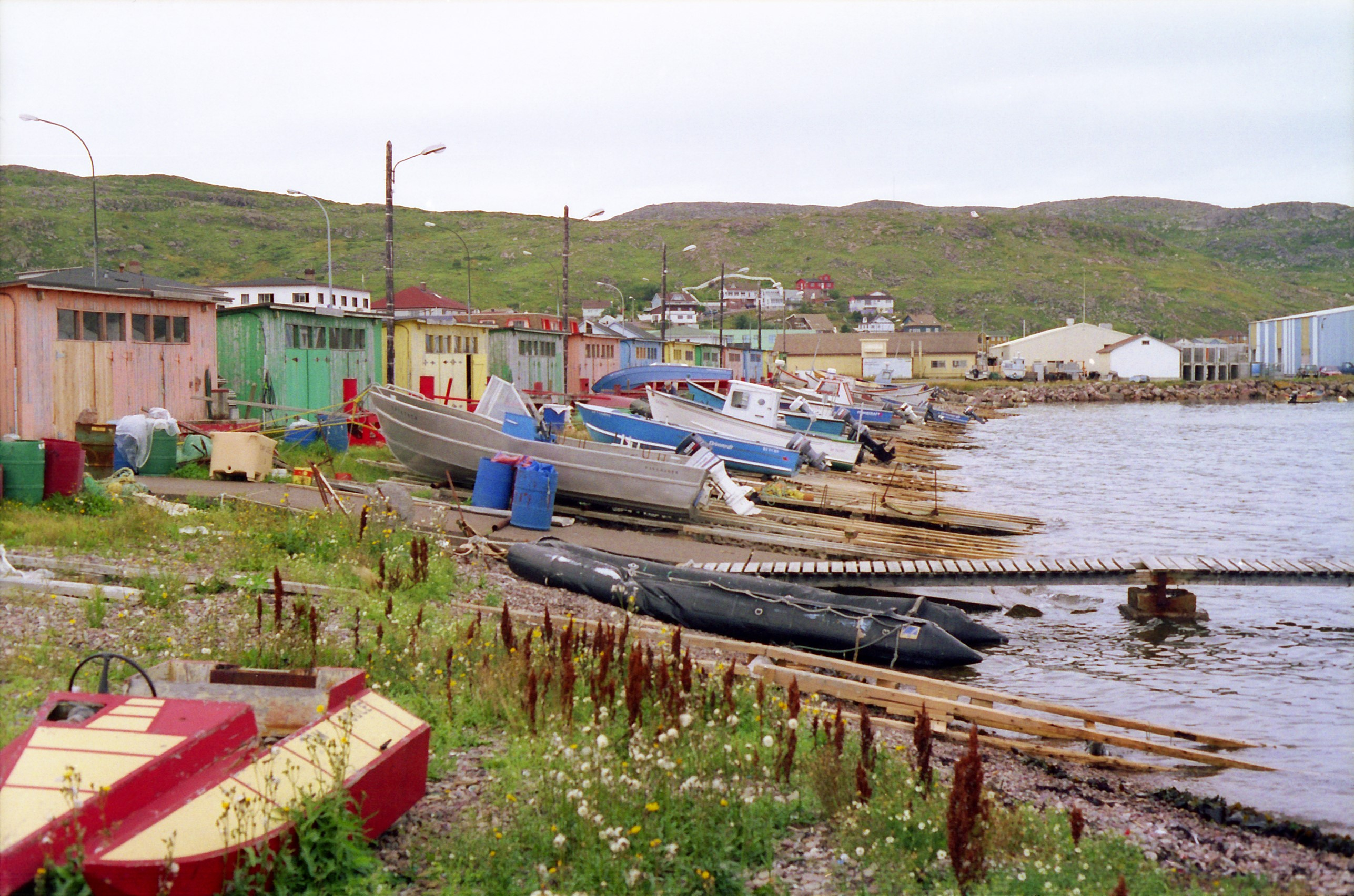
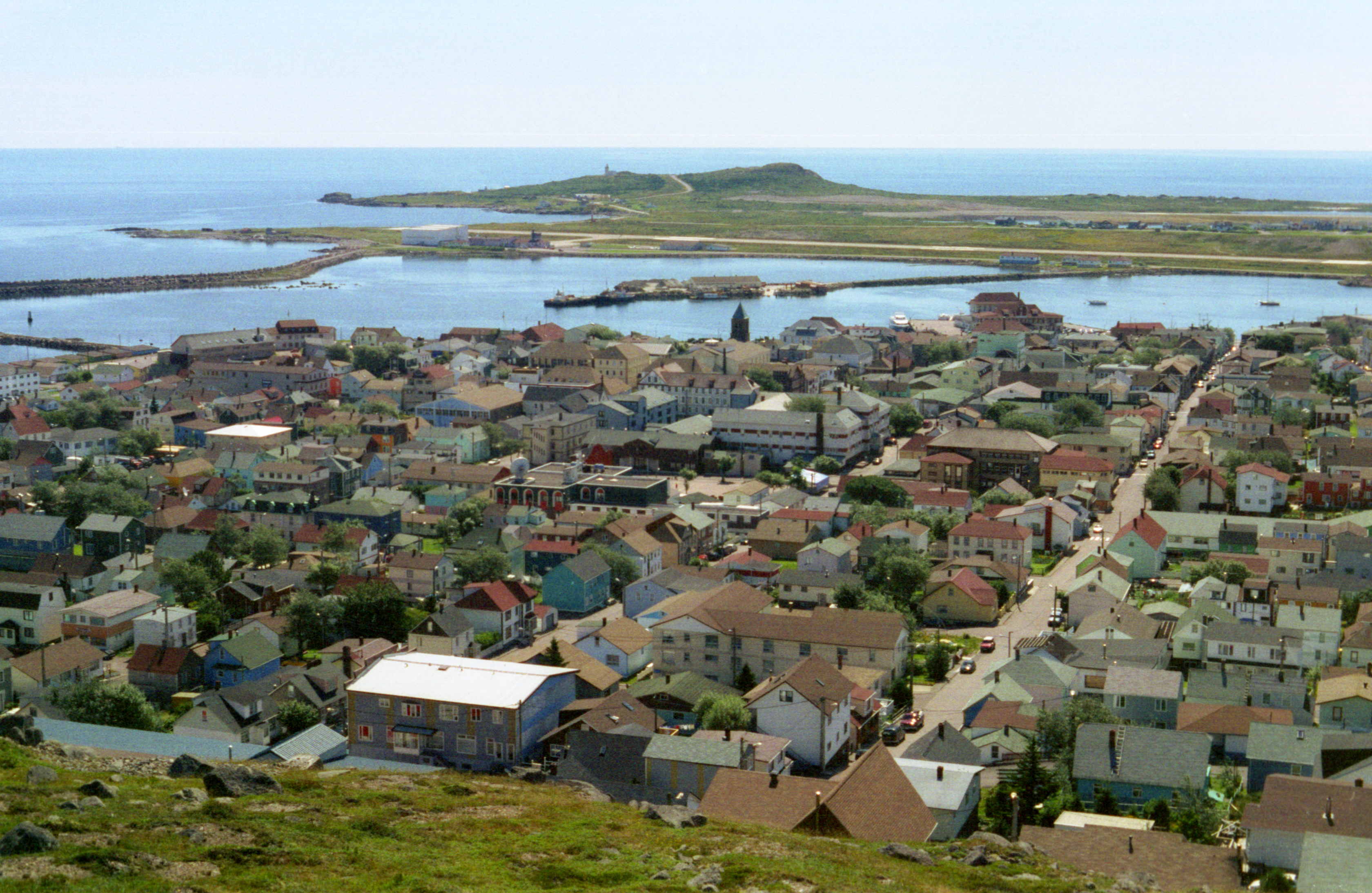